# Partita del cuore
La Partita del cuore è un evento calcistico con finalità benefiche che si tiene ogni anno in Italia e vede protagonista la nazionale italiana cantanti, contrapposta a una squadra di una determinata categoria. 
La manifestazione è stata trasmessa dalla Rai in diretta in Eurovisione su Rai 1 fino all'edizione del 2020, per poi tornare nelle sue mani nel 2022, andando in onda su Rai 2, e dal 2024 di nuovo su Rai 1. Infatti, per due volte, la partita è stata trasmessa su Mediaset: nel 2021 su Canale 5 e nel 2023 su Italia 1.

## Edizioni
| Edizione | Data             | Squadre      | Squadre                                  | Risultato     | Spettatori negli stadi | Conduttori         | Conduttori          | Conduttori         | Conduttori               | Conduttori               | Conduttori          | Rete     |
| Edizione | Data             | Nazionale 1  | Nazionale 2                              | Risultato     | Spettatori negli stadi | Conduttori         | Conduttori          | Conduttori         | Conduttori               | Conduttori               | Conduttori          | Rete     |
| -------- | ---------------- | ------------ | ---------------------------------------- | ------------- | ---------------------- | ------------------ | ------------------- | ------------------ | ------------------------ | ------------------------ | ------------------- | -------- |
| 1ª       | 3 giugno 1992    | Cantanti     | Radiotelecronisti Rai                    | 5-6           | 80.000                 | Fabrizio Frizzi    | Red Ronnie          | Red Ronnie         | Gianfranco De Laurentiis | Gianfranco De Laurentiis | Massimo De Luca     | Rai 1    |
| 2ª       | 2 giugno 1993    | Cantanti     | Piloti di Formula 1                      | 0-1           | 40.000                 | Fabrizio Frizzi    | Ezio Zermiani       | Ezio Zermiani      | Ezio Zermiani            | –                        | –                   | Rai 1    |
| 3ª       | 5 giugno 1994    | Cantanti     | Campioni dello Sport                     | 3-2           | 60.000                 | Fabrizio Frizzi    | Ezio Zermiani       | Ezio Zermiani      | Ezio Zermiani            | Bruno Pizzul             | Bruno Pizzul        | Rai 1    |
| 4ª       | 2 giugno 1995    | Cantanti     | Magistrati                               | 1-3           | 70.000                 | Fabrizio Frizzi    | –                   | –                  | –                        | Bruno Pizzul             | Bruno Pizzul        | Rai 1    |
| 5ª       | 7 giugno 1996    | Cantanti     | Politici                                 | 2-2           | 47.000                 | Fabrizio Frizzi    | Mara Venier         | Mara Venier        | Mara Venier              | Bruno Vespa              | Bruno Vespa         | Rai 1    |
| 6ª       | 6 giugno 1997    | Cantanti     | Politici                                 | 6-5           | 33.000                 | Fabrizio Frizzi    | Michele Mirabella   | Michele Mirabella  | Enrica Bonaccorti        | Ezio Luzzi               | Ezio Luzzi          | Rai 1    |
| 7ª       | 5 giugno 1998    | Cantanti     | Arbitri                                  | 2-3           | 40.000                 | Fabrizio Frizzi    | Bruno Pizzul        | Andrea Mingardi    | Andrea Mingardi          | Federica Panicucci       | Federica Panicucci  | Rai 1    |
| 8ª       | 24 maggio 1999   | Cantanti     | Piloti                                   | 1-1           | 50.000                 | Fabrizio Frizzi    | Bruno Pizzul        | Andrea Mingardi    | Andrea Mingardi          | Michelle Hunziker        | Michelle Hunziker   | Rai 1    |
| 9ª       | 25 maggio 2000   | Cantanti     | All Stars for Peace                      | 5-6           | 60.000                 | Fabrizio Frizzi    | Bruno Pizzul        | –                  | –                        | –                        | –                   | Rai 1    |
| 10ª      | 18 giugno 2001   | Cantanti     | Piloti                                   | 1-1           | 38.000                 | Fabrizio Frizzi    | Bruno Pizzul        | Zeudi Araya        | Andrea Mingardi          | Gianfranco Mazzoni       | Pupo                | Rai 1    |
| 11ª      | 20 maggio 2002   | Cantanti     | Inviati della solidarietà                | 4-3           | 30.000                 | Fabrizio Frizzi    | Bruno Pizzul        | Andrea Mingardi    | Andrea Mingardi          | Andrea Mingardi          | Pupo                | Rai 1    |
| 12ª      | 20 giugno 2003   | Cantanti     | Team Ferrari                             | 1-4           | 30.000                 | Amadeus            | Gian Piero Galeazzi | Vanessa Incontrada | Vanessa Incontrada       | Vanessa Incontrada       | Vanessa Incontrada  | Rai 1    |
| 13ª      | 28 maggio 2004   | Cantanti     | UK Cup Stars                             | 6-6 4-4 (dtr) | 33.000                 | Milly Carlucci     | Gian Piero Galeazzi | –                  | –                        | –                        | –                   | Rai 1    |
| 14ª      | 31 maggio 2005   | Cantanti     | Golden Team for Children                 | 6-5           | 50.000                 | Fabrizio Frizzi    | Gian Piero Galeazzi | Pupo               | Luisa Corna              | Red Ronnie               | Red Ronnie          | Rai 1    |
| 15ª      | 22 maggio 2006   | Cantanti     | Italia mondiale                          | 6-2           | 45.000                 | Fabrizio Frizzi    | Gian Piero Galeazzi | –                  | –                        | –                        | –                   | Rai 1    |
| 16ª      | 28 maggio 2007   | Cantanti     | Napoli mondiale                          | 7-3           | 50.000                 | Fabrizio Frizzi    | Tosca D'Aquino      | Tosca D'Aquino     | Tosca D'Aquino           | Tosca D'Aquino           | Tosca D'Aquino      | Rai 1    |
| 17ª      | 12 maggio 2008   | Cantanti     | Unica                                    | 6-6           | 50.000                 | Fabrizio Frizzi    | Pupo                | Pupo               | Francesco Totti          | Francesco Totti          |                     | Rai 1    |
| 18ª      | 18 maggio 2009   | Cantanti     | Ale 10+                                  | 6-6           | 40.000                 | Fabrizio Frizzi    | Pupo                | Pupo               | Lola Ponce               | Lola Ponce               |                     | Rai 1    |
| 19ª      | 25 maggio 2010   | Cantanti     | Telethon Team con i piloti della Ferrari | 8-8           | 20.000                 | Fabrizio Frizzi    | Milly Carlucci      | Milly Carlucci     | Veronica Maya            | Roberta Gangeri          | Manila Nazzaro      | Rai 1    |
| 20ª      | 30 maggio 2011   | Cantanti     | Telethon Team                            | 3-1           | 20.000                 | Fabrizio Frizzi    | Mara Venier         | Mara Venier        | Mara Venier              | Roberta Gangeri          | Manila Nazzaro      | Rai 1    |
| 20ª      | 30 maggio 2011   | Parlamentari | Telethon Team                            | 1-3           | 20.000                 | Fabrizio Frizzi    | Mara Venier         | Mara Venier        | Mara Venier              | Roberta Gangeri          | Manila Nazzaro      | Rai 1    |
| 20ª      | 30 maggio 2011   | Cantanti     | Parlamentari                             | 2-1           | 20.000                 | Fabrizio Frizzi    | Mara Venier         | Mara Venier        | Mara Venier              | Roberta Gangeri          | Manila Nazzaro      | Rai 1    |
| 21ª      | 23 maggio 2012   | Cantanti     | Magistrati                               | 0-2           | 35.000                 | Fabrizio Frizzi    | Teresa Mannino      | Teresa Mannino     | Teresa Mannino           | Teresa Mannino           | Teresa Mannino      | Rai 1    |
| 22ª      | 28 maggio 2013   | Cantanti     | Team Campioni per la Ricerca             | 9-9           | 41.247                 | Fabrizio Frizzi    | Cristina Chiabotto  | Cristina Chiabotto | Cristina Chiabotto       | Bruno Pizzul             | Bruno Pizzul        | Rai 1    |
| 23ª      | 19 maggio 2014   | Cantanti     | Team Emergency                           | 4-4           | 40.000                 | Carlo Conti        | Carlo Conti         | Carlo Conti        | Carlo Conti              | Carlo Conti              | Carlo Conti         | Rai 1    |
| 24ª      | 2 giugno 2015    | Cantanti     | Team Campioni per la Ricerca             | 4-4           | 42.000                 | Amadeus            | Amadeus             | Claudio Lippi      | Claudio Lippi            | Pupo                     | Max Giusti          | Rai 1    |
| 25ª      | 18 maggio 2016   | Cantanti     | Cinema Stars                             | 5-4           | 40.000                 | Fabrizio Frizzi    | Flavio Insinna      | Flavio Insinna     | Francesca Fialdini       | Francesca Fialdini       | Flora Canto         | Rai 1    |
| 26ª      | 30 maggio 2017   | Cantanti     | Team Campioni per la Ricerca             | 5-5           | 41.916                 | Fabrizio Frizzi    | Piero Chiambretti   | Piero Chiambretti  | Cristina Chiabotto       | Cristina Chiabotto       | Gigi e Ross         | Rai 1    |
| 27ª      | 30 maggio 2018   | Cantanti     | Campioni del Sorriso                     | 6-3           | 25.000                 | Carlo Conti        | Carlo Conti         | Antonella Clerici  | Antonella Clerici        | Cristina Chiabotto       | Cristina Chiabotto  | Rai 1    |
| 28ª      | 28 maggio 2019   | Cantanti     | Team Campioni per la Ricerca             | 2-3           | 40.000                 | Carlo Conti        | Carlo Conti         | Gigi e Ross        | Gigi e Ross              | Cristina Chiabotto       | Cristina Chiabotto  | Rai 1    |
| 29ª      | 3 settembre 2020 | Team Salmo   | Team Giletti                             | 3-2 (dtr)     | 0                      | Carlo Conti        | Carlo Conti         | –                  | –                        | –                        | –                   | Rai 1    |
| 29ª      | 3 settembre 2020 | Team Amoroso | Team Morandi                             | 3-0 (dtr)     | 0                      | Carlo Conti        | Carlo Conti         | –                  | –                        | –                        | –                   | Rai 1    |
| 29ª      | 3 settembre 2020 | Team Amoroso | Team Salmo                               | 1-2           | 0                      | Carlo Conti        | Carlo Conti         | –                  | –                        | –                        | –                   | Rai 1    |
| 30ª      | 25 maggio 2021   | Cantanti     | Team Campioni per la Ricerca             | 7-5           | 0                      | Federica Panicucci | Federica Panicucci  | Pierluigi Pardo    | Gene Gnocchi             | Paolo Vallesi            | Giorgia Rossi       | Canale 5 |
| 31ª      | 7 settembre 2022 | Cantanti     | Charity Team 45527                       | 3-3           | N.D.                   | Simona Ventura     | Simona Ventura      | Simona Ventura     | Simona Ventura           | Simona Ventura           | Simona Ventura      | Rai 2    |
| 32ª      | 20 luglio 2023   | Cantanti     | Golden Team per la Romagna               | 11-4          | N.D.                   | Veronica Ruggeri   | Veronica Ruggeri    | Max Angioni        | Max Angioni              | Giuseppe Giacobazzi      | Giuseppe Giacobazzi | Italia 1 |
| 33ª      | 17 luglio 2024   | Cantanti     | Nazionale della Politica                 | 7-7 3-4 (dtr) | N.D.                   | Eleonora Daniele   | Eleonora Daniele    | Eleonora Daniele   | Francesca Manzini        | Francesca Manzini        | Francesca Manzini   | Rai 1    |
| 34ª      | 15 luglio 2025   | Cantanti     | Nazionale della Politica                 | 8-6           | N.D.                   | Eleonora Daniele   | Eleonora Daniele    | Eleonora Daniele   | Gabriele Cirilli         | Gabriele Cirilli         | Gabriele Cirilli    | Rai 1    |

## Sedi
| Edizione | Città           | Stadio                                    |
| -------- | --------------- | ----------------------------------------- |
| 1ª       | Roma            | Stadio Olimpico                           |
| 2ª       | Palermo         | Stadio Renzo Barbera                      |
| 3ª       | Napoli          | Stadio San Paolo                          |
| 4ª       | Milano          | Stadio Giuseppe Meazza                    |
| 5ª       | Verona          | Stadio Marcantonio Bentegodi              |
| 6ª       | Bologna         | Stadio Renato Dall'Ara                    |
| 7ª       | Cagliari        | Stadio Sant'Elia                          |
| 8ª       | Firenze         | Stadio Artemio Franchi                    |
| 9ª       | Roma            | Stadio Olimpico                           |
| 10ª      | Genova          | Stadio Luigi Ferraris                     |
| 11ª      | Reggio Calabria | Stadio Oreste Granillo                    |
| 12ª      | Reggio Emilia   | Mapei Stadium - Città del Tricolore       |
| 13ª      | Firenze         | Stadio Artemio Franchi                    |
| 14ª      | Milano          | Stadio Giuseppe Meazza                    |
| 15ª      | Verona          | Stadio Marcantonio Bentegodi              |
| 16ª      | Napoli          | Stadio San Paolo                          |
| 17ª      | Roma            | Stadio Olimpico                           |
| 18ª      | Torino          | Stadio Olimpico Grande Torino             |
| 19ª      | Modena          | Stadio Alberto Braglia                    |
| 20ª      | Parma           | Stadio Ennio Tardini                      |
| 21ª      | Palermo         | Stadio Renzo Barbera                      |
| 22ª      | Torino          | Juventus Stadium                          |
| 23ª      | Firenze         | Stadio Artemio Franchi                    |
| 24ª      | Torino          | Juventus Stadium                          |
| 25ª      | Roma            | Stadio Olimpico                           |
| 26ª      | Torino          | Juventus Stadium                          |
| 27ª      | Genova          | Stadio Luigi Ferraris                     |
| 28ª      | Torino          | Juventus Stadium                          |
| 29ª      | Verona          | Stadio Marcantonio Bentegodi              |
| 30ª      | Torino          | Juventus Stadium                          |
| 31ª      | Monza           | Stadio Brianteo                           |
| 32ª      | Rimini          | Stadio Romeo Neri                         |
| 33ª      | L'Aquila        | Stadio Gran Sasso d'Italia-Italo Acconcia |
| 34ª      | L'Aquila        | Stadio Gran Sasso d'Italia-Italo Acconcia |

## Incassi e progetti sociali
| Edizione | Incasso                         | Progetto sociale |
| -------- | ------------------------------- | --- |
| 1ª       | L. 821.477.296                  | ATMOS, ADMO |
| 2ª       | L. 485.000.000                  | AIL, ADMO |
| 3ª       | L. 507.542.000                  | UNICEF, FISD, ADMO |
| 4ª       | L. 1.037.349.000                | ASM, ALMIS, ADMO |
| 5ª       | L. 1.075.000.000                | Preti coraggio, Associazione per l'aiuto ai giovani con diabete, ABEO, AGARS                                                                          |
| 6ª       | L. 844.403.000                  | ANT, AICE + vari |
| 7ª       | L. 2.192.144                    | IRPUE, L'aquilone + varie |
| 8ª       | L. 2.200.000                    | Croce azzurra, FAO, Misericordia + varie |
| 9ª       | L. 929.255.000                  | FAO + varie |
| 10ª      | L. 2.999.998.650                | FAO, Emergency, UNICEF + varie |
| 11ª      | 551.743 €                       | CEFA + varie |
| 12ª      | 522.500 €                       | Croce Rossa Italiana, AISM, Reggio nel mondo |
| 13ª      | 590.678 €                       | AFAA + varie |
| 14ª      | 916.682 €                       | Richard Gere Foundation + varie |
| 15ª      | 630.000 €                       | ABEO, ADMO |
| 16ª      | 630.000 €                       | Fondazione Cannavaro Ferrara + varie |
| 17ª      | 200.000 €                       | CAMPUS della legalità + varie |
| 18ª      | 138.000 €                       | ADISCO + ricostruzione in Abruzzo |
| 19ª      | 1.360.000 €                     | Fondazione Telethon + Parco della Musica Onlus |
| 20ª      | 102.705 €                       | Fondazione Telethon + Campus della legalità |
| 21ª      | 103.000 €                       | Associazione Giovanni Falcone Paolo Borsellino |
| 22ª      | 1.758.000 €                     | Istituto di Candiolo per la Ricerca e la Cura del Cancro (Irccs)+ Fondazione Telethon                                                                 |
| 23ª      | 289.920 €                       | Emergency |
| 24ª      | 2.111.000 €                     | Fondazione Piemontese per la Ricerca sul Cancro e Telethon                                                                                            |
| 25ª      | 500.000 € (solo incasso stadio) | Fondazione Telethon e Fondazione Bambino Gesù Onlus                                                                                                   |
| 26ª      | 477.219 € (solo incasso stadio) | Fondazione Piemontese per la Ricerca sul Cancro e Telethon                                                                                            |
| 27ª      | 1.105.000 €                     | Fondazione Istituto Giannini Gaslini e dell'Associazione Italiana per la Ricerca sul Cancro                                                           |
| 28ª      | 490.000 € (solo incasso stadio) | Fondazione Piemontese per la Ricerca sul Cancro e Telethon                                                                                            |
| 29ª      | N.D.                            | Music Innovation Hub |
| 30ª      | N.D.                            | N.D. |
| 31ª      | N.D.                            | La Meridiana e Comitato Maria Letizia Verga |
| 32ª      | N.D.                            | Mediafriends Mediaset per la Romagna |
| 33ª      | N.D.                            | Reparto di Pediatria dell'Ospedale San Salvatore dell’Aquila e dell'Ospedale pediatrico Bambino Gesù di Roma                                          |
| 34ª      | N.D.                            | Progetto Accoglienza per offrire vitto, alloggio e sostegno materiale alle famiglie dei bambini ricoverati, provenienti da tutta Italia e dall'estero |

## Ascolti
| Edizioni | Anno | Stagione  | Rete     | Programmazione | Programmazione | Programmazione | Programmazione | Programmazione | Programmazione | Programmazione | Telespettatori | Share  |
| Edizioni | Anno | Stagione  | Rete     | L              | M              | M              | G              | V              | S              | D              | Telespettatori | Share  |
| -------- | ---- | --------- | -------- | -------------- | -------------- | -------------- | -------------- | -------------- | -------------- | -------------- | -------------- | ------ |
| 1ª       | 1992 | primavera | Rai 1    |                |                |                |                |                |                |                | 7 778 000      | 32,95% |
| 2ª       | 1993 | primavera | Rai 1    | 7 924 000      | 34,15%         |                |                |                |                |                |                |        |
| 3ª       | 1994 | primavera | Rai 1    |                |                | 6 123 000      | 29,32%         |                |                |                |                |        |
| 4ª       | 1995 | primavera | Rai 1    |                |                | 7 801 000      | 30,96%         |                |                |                |                |        |
| 5ª       | 1996 | primavera | Rai 1    | 10 196 000     | 49,10%         |                |                |                |                |                |                |        |
| 6ª       | 1997 | primavera | Rai 1    | 7 325 000      | 33,24%         |                |                |                |                |                |                |        |
| 7ª       | 1998 | primavera | Rai 1    | 5 280 000      | 24,85%         |                |                |                |                |                |                |        |
| 8ª       | 1999 | primavera | Rai 1    |                |                | 7 400 000      | 28,57%         |                |                |                |                |        |
| 9ª       | 2000 | primavera | Rai 1    |                |                | 7 325 000      | 30,09%         |                |                |                |                |        |
| 10ª      | 2001 | primavera | Rai 1    |                |                | 6 553 000      | 26,07%         |                |                |                |                |        |
| 11ª      | 2002 | primavera | Rai 1    | 5 126 000      | 20,05%         |                |                |                |                |                |                |        |
| 12ª      | 2003 | primavera | Rai 1    |                |                | 4 808 000      | 25,87%         |                |                |                |                |        |
| 13ª      | 2004 | primavera | Rai 1    | 4 306 000      | 17,80%         |                |                |                |                |                |                |        |
| 14ª      | 2005 | primavera | Rai 1    |                |                | 5 025 000      | 23,21%         |                |                |                |                |        |
| 15ª      | 2006 | primavera | Rai 1    |                |                | 3 465 000      | 14,42%         |                |                |                |                |        |
| 16ª      | 2007 | primavera | Rai 1    | 4 108 000      | 16,34%         |                |                |                |                |                |                |        |
| 17ª      | 2008 | primavera | Rai 1    | 4 981 000      | 20,87%         |                |                |                |                |                |                |        |
| 18ª      | 2009 | primavera | Rai 1    | 3 953 000      | 16,20%         |                |                |                |                |                |                |        |
| 19ª      | 2010 | primavera | Rai 1    |                |                | 4 032 000      | 17,51%         |                |                |                |                |        |
| 20ª      | 2011 | primavera | Rai 1    |                |                | 3 301 000      | 12,65%         |                |                |                |                |        |
| 21ª      | 2012 | primavera | Rai 1    |                |                | 4 202 000      | 15,48%         |                |                |                |                |        |
| 22ª      | 2013 | primavera | Rai 1    |                |                | 3 937 000      | 15,00%         |                |                |                |                |        |
| 23ª      | 2014 | primavera | Rai 1    |                |                | 4 163 000      | 15,50%         |                |                |                |                |        |
| 24ª      | 2015 | primavera | Rai 1    |                |                | 3 513 000      | 16,18%         |                |                |                |                |        |
| 25ª      | 2016 | primavera | Rai 1    |                |                | 2 565 000      | 10,59%         |                |                |                |                |        |
| 26ª      | 2017 | primavera | Rai 1    |                |                | 3 140 000      | 14,82%         |                |                |                |                |        |
| 27ª      | 2018 | primavera | Rai 1    |                |                | 3 123 000      | 14,60%         |                |                |                |                |        |
| 28ª      | 2019 | primavera | Rai 1    |                |                | 2 776 000      | 12,50%         |                |                |                |                |        |
| 29ª      | 2020 | estate    | Rai 1    |                |                | 1 969 000      | 11,10%         |                |                |                |                |        |
| 30ª      | 2021 | primavera | Canale 5 |                |                | 2 197 000      | 9,70%          |                |                |                |                |        |
| 31ª      | 2022 | estate    | Rai 2    |                |                | 559 000        | 3,50%          |                |                |                |                |        |
| 32ª      | 2023 | estate    | Italia 1 |                |                | 568 000        | 4,40%          |                |                |                |                |        |
| 33ª      | 2024 | estate    | Rai 1    |                |                | 2 165 000      | 18,20%         |                |                |                |                |        |
| 34ª      | 2025 | estate    | Rai 1    |                |                | 1 838 000      | 15,00%         |                |                |                |                |        |

## Dettagli

### Edizione 1992
Il 3 giugno 1992 si è disputata allo Stadio Olimpico di Roma la 1ª edizione della Partita del cuore. La partita è terminata col punteggio di 5-6 ed ha visto opposta la Nazionale italiana cantanti ad una squadra denominata Nazionale Radiotelecronisti Rai. La partita è stata però trasmessa su Rai 1 in differita il 5 giugno alle ore 20.40. La conduzione è stata affidata a Fabrizio Frizzi e Red Ronnie con la collaborazione di Gianfranco De Laurentiis e Massimo De Luca, ai quali è stato affidato il commento. In tribuna vi erano invece personaggi della televisione, come Giancarlo Magalli, Milly Carlucci, Sydne Rome, Sandra Milo, Andy Luotto, Michele Mirabella, Rita dalla Chiesa, Marisa Laurito e Luciano De Crescenzo.
La squadra dei cantanti era composta, tra gli altri, da Gianni Morandi, Luca Barbarossa, Luca Carboni, Enrico Ruggeri, Paolo Mengoli e Francesco Baccini; quella dei radiotelecronisti, invece, da Aldo Agroppi, Carlo Nesti, Silvio Sarta, Gianni Cerqueti, Amedeo Goria e Giancarlo Trapanese.
| Roma 3 giugno 1992 | Nazionale Italiana Cantanti | 5 – 6 | Nazionale Radiotelecronisti RAI | Stadio Olimpico di Roma (7 778 000 spett.) |

### Edizione 1993
Il 2 giugno 1993 si è disputata allo Stadio Renzo Barbera di Palermo la 2ª edizione della Partita del cuore. La partita è terminata col punteggio di 0-1 ed ha visto opposta la Nazionale italiana cantanti ad una squadra denominata Piloti di Formula 1. La conduzione è stata affidata a Fabrizio Frizzi e Bruno Pizzul.
La squadra dei cantanti era composta, tra gli altri, da Eros Ramazzotti, Luca Carboni, Biagio Antonacci, Paolo Vallesi, Mogol, Umberto Tozzi ed Enrico Ruggeri; quella dei piloti, invece, da Alessandro Nannini, Michele Alboreto, Ivan Capelli e Andrea De Cesaris: quest'ultimo, durante il match, colpì volontariamente alla testa Gianni Morandi con una violenta pallonata e venne espulso dall'arbitro Amendolia.
| Palermo 2 giugno 1993 | Nazionale Cantanti | 0 – 1 | Nazionale Piloti | Stadio Renzo Barbera (7 924 000 spett.)\| Arbitro: \| Angelo Amendolia \| |
| Arbitro:              | Angelo Amendolia   |       |                  |                                                                           |

### Edizione 1994
Il 5 giugno 1994 si è disputata allo Stadio San Paolo di Napoli la 3ª edizione della Partita del cuore. La partita è terminata col punteggio di 3-2 ed ha visto opposta la Nazionale italiana cantanti ad una squadra denominata Campioni dello Sport. L'incontro, in favore della popolazione bosniaca devastata dalla guerra civile, è stato inaugurato dall'attrice inglese Vanessa Redgrave, che ha eseguito una canzone popolare dell'Erzegovina. La conduzione è stata affidata a Fabrizio Frizzi e Bruno Pizzul con Ezio Zermiani.
| Napoli 5 giugno 1194 | Nazionale Italiana Cantanti | 3 – 2 | Campioni per lo Sport | Stadio Diego Armando Maradona (6 123 000 spett.) |

### Edizione 1995
Il 2 giugno 1995 si è disputata allo Stadio Giuseppe Meazza di Milano la 4ª edizione della Partita del cuore. La partita è terminata col punteggio di 1-3 ed ha visto opposta la Nazionale italiana cantanti ad una squadra denominata Nazionale Magistrati. La conduzione è stata affidata a Fabrizio Frizzi e Bruno Pizzul.
| Milano 2 giugno 1995                                                   | Nazionale Cantanti | 1 – 3                | Nazionale Magistrati | Stadio San Siro (7 801 000 spett.) |
| \| \| \| \| \| Luca Barbarossa \| Marcatori \| Filippo Di Benedetto \| |                    |                      |                      |                                    |
|                                                                        |                    |                      |                      |                                    |
| Luca Barbarossa                                                        | Marcatori          | Filippo Di Benedetto |                      |                                    |

### Edizione 1996
Il 7 giugno 1996 si è disputata allo Stadio Marcantonio Bentegodi di Verona la 5ª edizione della Partita del cuore. La partita è terminata col punteggio di 2-2 ed ha visto opposta la Nazionale italiana cantanti ad una squadra denominata Nazionale Politici. L'incasso è stato devoluto ai progetti dei preti "coraggio", come don Luigi Ciotti, don Pierino Gelmini e don Antonio Mazzi, all'Associazione bambino omeopatico oncologico, all'Associazione genitori amici ragazzi di San Patrignano e a quella per i l'aiuto dei giovani diabetici.
La conduzione è stata affidata a Fabrizio Frizzi con Mara Venier e Bruno Vespa con la partecipazione di Nando Martellini, Andrea Mingardi, Pier Paolo Cattozzi e Gianni Ippoliti.
| Verona 7 giugno 1996 | Nazionale Italiana Cantanti | 2 (2) – 2 (2) (d.c.r.) (Rigori terminati in pareggio, non essendo prevista oltranza) | Nazionale Politici | Stadio Marcantonio Bentegodi (10 196 000 spett.) |

### Edizione 1997
Il 6 giugno 1997 si è disputata allo Stadio Renato Dall'Ara di Bologna la 6ª edizione della Partita del cuore. La partita è terminata col punteggio di 6-5 ed ha visto opposta la Nazionale italiana cantanti ad una squadra denominata Nazionale Politici. L'incasso è stato devoluto, tra gli altri, ai progetti di don Oreste Benzi, don Luigi Ciotti, don Antonio Mazzi e don Mario Picchi.
La partita è stata trasmessa per la prima volta anche su Rai Radio 1. La conduzione è stata affidata a Fabrizio Frizzi ed Ezio Luzzi con Michele Mirabella ed Enrica Bonaccorti con la partecipazione di Bruno Pizzul ed Andrea Mingardi, i quali si sono occupati della telecronaca, Gianni Ippoliti, Bruno Vespa e Sabrina Ferilli.
La squadra dei cantanti era composta, tra gli altri, da Eros Ramazzotti, Gianni Morandi, Mogol, Enrico Ruggeri, Luca Barbarossa e Biagio Antonacci; quella dei politici, invece, da Pier Ferdinando Casini, Sergio Cofferati, Gianfranco Fini, Roberto Maroni, Clemente Mastella, Walter Veltroni, Luigi Martini e Massimo Mauro.
| Bologna 6 giugno 1997 | Nazionale Italiana Cantanti | 6 – 5 | Nazionale Politici | Stadio Renato Dall'Ara (7 325 000 spett.) |

### Edizione 1998
Il 5 giugno 1998 si è disputata allo Stadio Sant'Elia di Cagliari la 7ª edizione della Partita del cuore. La partita è terminata col punteggio di 2-3 ed ha visto opposta la Nazionale italiana cantanti ad una squadra denominata Nazionale Italiana Arbitri. La partita è stata trasmessa anche su Rai Radio 1 con la radiocronaca di Riccardo Cucchi con Emanuela Falcetti, Federica Gentile e Pierluigi Diaco.
La conduzione è stata affidata a Fabrizio Frizzi con Bruno Pizzul, che si è occupato della telecronaca, ed Andrea Mingardi. La squadra dei cantanti era composta da Biagio Antonacci, Francesco Baccini, Luca Barbarossa, Luca Carboni, Elio, Niccolò Fabi, Gianluca Grignani, Gianni Morandi, Pino, Eros Ramazzotti, Paolo Vallesi, Fabrizio, Paolo Belli, Enrico Ruggeri, Luigi Schiavone, Gatto Panceri, Attilio, Fiorello e Max; quella degli arbitri, invece, da Livio Bazzoli, Cosimo Bolognino, Angelo Bonfrisco, Stefano Braschi, Fiorenzo Treossi, Stefano Farina, Alfredo Trentalange, Robert Anthony Boggi, Pierluigi Pairetto, Piero Ceccarini, Pasquale Rodomonti, Roberto Bettin, Daniele Tombolini, Emilio Pellegrino, Franco Sirotti, Tarcisio Serena, Giancarlo Lana, Gennaro Borriello, Graziano Cesari e Massimo De Santis. Gianni Ippoliti è stato arbitro d'eccezione.
| Borgo Sant'Elia (CG) 5 giugno 1998 | Nazionale Italiana Cantanti | 2 – 3 | Nazionale Italiana Arbitri | Stadio Sant'Elia (40 000 spett.)\| Arbitro: \| Gianni Ippoliti (Roma) \| |
| Arbitro:                           | Gianni Ippoliti (Roma)      |       |                            |                                                                          |

### Edizione 1999
Il 24 maggio 1999 si è disputata allo Stadio Artemio Franchi di Firenze l'8ª edizione della Partita del cuore. La partita è terminata col punteggio di 1-1 ed ha visto opposta la Nazionale italiana cantanti ad una squadra denominata Nazionale Piloti. La conduzione è stata affidata a Fabrizio Frizzi con Bruno Pizzul ed Andrea Mingardi, i quali si sono occupati della telecronaca, e Michelle Hunziker.
La squadra dei cantati era composta, tra gli altri, da Gianni Morandi, Eros Ramazzotti, Biagio Antonacci, Luciano Ligabue e Mogol; quella dei Piloti, invece, da Michael Schumacher, Max Biaggi, Giancarlo Fisichella, Loris Capirossi, Riccardo Patrese e Jean Alesi. I fondi sono stati raccolti per i bambini vittime del conflitto in Kosovo e devoluti al Comitato per Loro, che si occupa di costruire scuole nei luoghi del conflitto.
Alla partita è seguita, in seconda serata, una puntata speciale di Porta a Porta, condotta da Bruno Vespa, in diretta sempre dallo Stadio Artemio Franchi di Firenze.
| Firenze 24 giugno 1999                                                 | Nazionale Italiana Cantanti | 1 – 1                | Nazionale Piloti | Stadio Artemio Franchi (50 000 spett.) |
| \| \| \| \| \| Eros Ramazzotti \| Marcatori \| Giancarlo Fisichella \| |                             |                      |                  |                                        |
|                                                                        |                             |                      |                  |                                        |
| Eros Ramazzotti                                                        | Marcatori                   | Giancarlo Fisichella |                  |                                        |

### Edizione 2000
Il 25 maggio 2000 si è disputata allo Stadio Olimpico di Roma la 9ª edizione della Partita del cuore. La partita è terminata col punteggio di 5-6 ed ha visto opposta la Nazionale italiana cantanti ad una squadra denominata All Stars for Peace. La conduzione è stata affidata a Fabrizio Frizzi e Bruno Pizzul, che si è occupato della telecronaca.
| Roma 25 maggio 2000                                                                           | Nazionale Italiana Cantanti | 5 – 6                             | All Stars for Peace | Stadio Olimpico di Roma (60 000 spett.) |
| \| \| \| \| \| Eros Ramazzotti Cesare Cremonini Bruno Conti Angelo Peruzzi \| Marcatori \| \| |                             |                                   |                     |                                         |
|                                                                                               |                             |                                   |                     |                                         |
| Eros Ramazzotti Cesare Cremonini Bruno Conti Angelo Peruzzi                                   | Marcatori                   | Gol · Gol · Gol · Gol · Gol · Gol |                     |                                         |

### Edizione 2001
Il 18 giugno 2001 si è disputata allo Stadio Luigi Ferraris di Genova la 10ª edizione della Partita del cuore. La partita è terminata col punteggio di 1-1 ed ha visto opposta la Nazionale italiana cantanti ad una squadra denominata Nazionale Piloti. La conduzione è stata affidata a Fabrizio Frizzi e Zeudi Araya con Bruno Pizzul e Andrea Mingardi, i quali si sono occupati della telecronaca, Pupo e Gianfranco Mazzoni.
| Genova 18 giugno 2001 | Nazionale Italiana Cantanti | 1 – 1 | Nazionale Politici | Stadio Luigi Ferraris (38 000 spett.) |

### Edizione 2002
Il 20 maggio 2002 si è disputata allo Stadio Oreste Granillo di Reggio Calabria l'11ª edizione della Partita del cuore. La partita è terminata col punteggio di 4-3 ed ha visto opposta la Nazionale italiana cantanti ad una squadra denominata Inviati della solidarietà. La conduzione è stata affidata a Fabrizio Frizzi con Bruno Pizzul, Andrea Mingardi e Pupo.
La squadra dei cantanti era composta da Biagio Antonacci, Luca Barbarossa, Paolo Belli, Alex Britti, Luca Carboni, Cesare Cremonini, Niccolò Fabi, Gianluca Grignani, Mogol, Gianni Morandi, Neffa, Omar Pedrini, Eros Ramazzotti, Enrico Ruggeri, Paolo Vallesi e Michele Zarrillo; quella degli inviati, invece, da Michele Cucuzza, Paolo Di Giannantonio, Francesco Giorgino, Gad Lerner, Piero Marrazzo, Marco Mazzocchi, Pier Paolo Cattozzi, Enrico Mentana, Clemente Mimun, Michele Santoro, David Sassoli e Lamberto Sposini.
| Reggio Calabria 20 maggio 2002 | Nazionale Italiana Cantanti | 2 (2) – 2 (1) (d.c.r.) | Inviati della Solidarietà | Stadio Oreste Granillo (30 000 spett.) |

### Edizione 2003
Il 20 giugno 2003 si è disputata allo Stadio di Reggio Emilia Città del Tricolore di Reggio Emilia la 12ª edizione della Partita del cuore. La partita è terminata col punteggio di 1-4 ed ha visto opposta la Nazionale italiana cantanti ad una squadra denominata Team Ferrari. La conduzione è stata affidata ad Amadeus e Vanessa Incontrada con la telecronaca di Gian Piero Galeazzi.
La squadra dei cantanti era composta, tra gli altri, da Gianni Morandi, Luca Barbarossa, Riccardo Fogli, Cesare Cremonini, Niccolò Fabi e i Gemelli DiVersi; quella della Ferrari, invece, da Michael Schumacher, Rubens Barrichello e Felipe Massa. L'incasso è andato, tra gli altri, ad un progetto della Croce Rossa Italiana.
| Reggio Emilia 20 giugno 2003 | Nazionale Italiana Cantanti | 1 – 4 | Team Ferrari | Mapei Stadium - Città del Tricolore (30 000 spett.) |

### Edizione 2004
Il 28 maggio 2004 si è disputata allo Stadio Artemio Franchi di Firenze la 13ª edizione della Partita del cuore. La partita è terminata col punteggio di 6-6 (e 4-4 ai rigori) ed ha visto opposta la Nazionale italiana cantanti ad una squadra denominata UK Cup Stars. La conduzione è stata affidata a Milly Carlucci e Gian Piero Galeazzi.
La squadra dei cantanti era composta, tra gli altri, da Gianni Morandi, Eros Ramazzotti, Giorgio Panariello, Giancarlo Antognoni e Luca Barbarossa; quella UK, invece, da Mick Hucknall, Steve Harris, Paul Gascoigne, Rod Stewart e Paolo Di Canio. L'incasso è andato all'Istituto pediatrico per l'ematologia ed i trapianti di San Pietroburgo, Fondazione Niccolò Galli, a Fome zero, alla Croce Rossa Italiana e all'Associazione nazionale Famiglie adottive affidatarie.
Ospite d'eccezione è stato il Premio Nobel per la pace, Michail Gorbačëv.
| Firenze 28 giugno 2004 | Nazionale Italiana Cantanti | 6 (4) – 6 (4) (d.c.r.) (Rigori Terminati pareggio, non essendo prevista oltranza) | UK Cup Stars | Stadio Artemio Franchi (33 000 spett.) |

### Edizione 2005
Il 31 maggio 2005 si è disputata allo Stadio Giuseppe Meazza di Milano la 14ª edizione della Partita del cuore. La partita è terminata col punteggio di 6-5 ed ha visto opposta la Nazionale italiana cantanti ad una squadra denominata Golden Team for Children. La conduzione è stata affidata a Fabrizio Frizzi con Gian Piero Galeazzi, Pupo, Luisa Corna e Red Ronnie.
La squadra dei cantanti era composta, tra gli altri, da Gianni Morandi, Mogol, Eros Ramazzotti, Biagio Antonacci, Luca Barbarossa, Niccolò Fabi, Povia e Paolo Meneguzzi; quella avversaria, invece, da Raoul Bova, Andrij Ševčenko, Gennaro Gattuso, Luís Figo, Zvonimir Boban, Jury Chechi, Stefano Baldini e Sebastiano Rossi. L'incasso è andato al Tibetan Children's Village, ad un progetto ucraino per i bambini orfani e all'Associazione donatori midollo osseo.
Ospite d'eccezione è stato Richard Gere.
| Milano 31 maggio 2005 | Nazionale Italiana Cantanti | 6 – 5 | Golden Team for Children | Stadio San Siro (50 000 spett.) |

### Edizione 2006
Il 22 maggio 2006 si è disputata allo Stadio Marcantonio Bentegodi di Verona la 15ª edizione della Partita del cuore. La partita è terminata col punteggio di 6-2 ed ha visto opposta la Nazionale italiana cantanti ad una squadra denominata Italia mondiale. La conduzione è stata affidata a Fabrizio Frizzi.
L'incasso è andato all'Associazione Bambino Emopatico Oncologico, all'Associazione donatori midollo osseo e all'Associazione italiana contro le leucemie-linfomi e mieloma.
| Verona 22 maggio 2006 | Nazionale Italiana Cantanti | 6 – 2 | Italia Mondiale | Stadio Marcantonio Bentegodi (45 000 spett.) |

### Edizione 2007
Il 28 maggio 2007 si è disputata allo Stadio San Paolo di Napoli la 16ª edizione della Partita del cuore. La partita è terminata col punteggio di 7-3 ed ha visto opposta la Nazionale italiana cantanti ad una squadra denominata Napoli mondiale. La conduzione è stata affidata a Fabrizio Frizzi e Tosca D'Aquino con Gian Piero Galeazzi, il quale si è occupato del commento tecnico.
L'incasso è andato alla Fondazione CannavaroFerrara, alla Fondazione italiana per la Thalassemia e alla Fondazione brasiliana Gol de Letra. La squadra dei cantanti era composta da Gianni Morandi, Eros Ramazzotti, Enrico Ruggeri, Biagio Antonacci, Luca Barbarossa, Paolo Belli, Marco Masini, Mogol, Andrea Mingardi, Paolo Vallesi, Gemelli DiVersi, Povia, gli Stadio, Paolo Mengoli, Simone Tomassini, Max De Angelis, Simone Cristicchi, Neri Marcorè, Fabrizio Moro, Claudio Baglioni e Raoul Bova; quella avversaria, invece, da Fabio Cannavaro, Ciro Ferrara, Gigi D'Alessio, Vincenzo Salemme, Sal Da Vinci, Gigi Finizio, Alessandro Siani, Patrizio Oliva, Max Laudadio, DJ Ringo, Giuseppe Abbagnale, Carlo Silipo, Sebastiano Somma, Tony Sperandeo, Enzo Decaro, Pascal Vicedomini, Enzo Maresca, Salvatore Bagni, don Pasquale Incoronato, Mario Orfeo, Aurelio De Laurentiis, Roberto Carlos Sosa, Simone Schettino e Peppino di Capri.
| Napoli 28 maggio 2007 | Nazionale Italiana Cantanti | 7 – 3 | Napoli Mondiale | Stadio Diego Armando Maradona (50 000 spett.) |
| \| \| \| \| \| Gianni Morandi Eros Ramazzotti Enrico Ruggeri Biagio Antonacci Luca Barbarossa Alex Belli Marco Masini Mogol Andrea Mingardi Paolo Vallesi Strano (I Gemelli Diversi) Thema (I Gemelli Diversi) Povia Paolo Mengoli Simone Tomassini Max De Angelis Simone Cristicchi Neri Marcoré Fabrizio Moro Claudio Baglioni Raoul Bova \| Formazioni \| Fabio Cannavaro Ciro Ferrara Gigi d'Alessio Vincenzo Salemme Sal Da Vinci Gigi Finizio Alessandro Siani Patrizio Oliva Max Laudadio Dj Ringo Giuseppe Abbagnale Carlo Silipo Sebastiano Somma Tony Sperandeo Pascal Vicedomini Enzo Maresca Salvatore Bagni Don Pasquale Incoronato Mario Orfeo Andrea De Laurentiis Roberto Carlos Sosa Simone Schettino Peppino Di Capri \| |                             | |                 |                                               |
| |                             | |                 |                                               |
| Gianni Morandi Eros Ramazzotti Enrico Ruggeri Biagio Antonacci Luca Barbarossa Alex Belli Marco Masini Mogol Andrea Mingardi Paolo Vallesi Strano (I Gemelli Diversi) Thema (I Gemelli Diversi) Povia Paolo Mengoli Simone Tomassini Max De Angelis Simone Cristicchi Neri Marcoré Fabrizio Moro Claudio Baglioni Raoul Bova | Formazioni                  | Fabio Cannavaro Ciro Ferrara Gigi d'Alessio Vincenzo Salemme Sal Da Vinci Gigi Finizio Alessandro Siani Patrizio Oliva Max Laudadio Dj Ringo Giuseppe Abbagnale Carlo Silipo Sebastiano Somma Tony Sperandeo Pascal Vicedomini Enzo Maresca Salvatore Bagni Don Pasquale Incoronato Mario Orfeo Andrea De Laurentiis Roberto Carlos Sosa Simone Schettino Peppino Di Capri |                 |                                               |

### Edizione 2008
Il 12 maggio 2008 si è disputata allo Stadio Olimpico di Roma la 17ª edizione della Partita del cuore. La partita è terminata col punteggio di 6-6 ed ha visto opposta la Nazionale italiana cantanti ad una squadra mista di sportivi, ex sportivi ed artisti denominata Unica. Hanno partecipato l'orchestra di Demo Morselli e dei Poco de bonos, la mini-band di Ernesto Schinella. La conduzione è stata affidata a Fabrizio Frizzi e Pupo con Francesco Totti, il quale si è occupato della telecronaca.
L'incasso è andato alla Fondazione Roma e alla Fondazione Parco della Mistica. La squadra dei cantanti era composta da Daniele De Rossi, Mogol, Paolo Belli, Paolo Meneguzzi, Gianni Morandi, Gennaro Gattuso, Philippe Mexès, Enrico Ruggeri, Raoul Bova, Luca Barbarossa, Gigi D'Alessio, Biagio Antonacci, Claudio Baglioni, Diego Armando Maradona, Eros Ramazzotti, Francesco Rapetti, Marco Masini, Angelo Peruzzi, Paolo Vallesi, Finley, Simone Perrotta, Riccardo Fogli, Niccolò Fabi e Federico Zampaglione; quella avversaria, invece, da Marco Materazzi, Marco Carta, Enrico Fabris, Luciano Spalletti, Pierluigi Collina, Sebastiano Somma, Bruno Conti, Giancarlo Fisichella, Claudio Amendola, Zico, Angelo Peruzzi, Tommaso Rocchi, Gianfranco Zola, Júlio César, Andrea Dovizioso, Max Gazzè, Manfred Mölgg, Cesare Cremonini e Fabrizio Moro.
| Roma 12 maggio 2008 | Nazionale Italiana Cantanti | 6 – 6 | Unica | Stadio Olimpico di Roma (50 000 spett.) |
| \| \| \| \| \| Daniele De Rossi Mogol Alex Belli Gianni Morandi Lavezzi Luca Barbarossa Claudio Baglioni Enrico Ruggeri Biagio Antonacci Eros Ramazzotti Diego Armando Maradona \| Formazioni \| Lucchetta Marco Carta Sebastiano Somma Luciano Spalletti Claudio Amendola Enrico Fabris Bruno Conti Aldair Giancarlo Fisichella Zico Angelo Peruzzi \| |                             | |       |                                         |
| |                             | |       |                                         |
| Daniele De Rossi Mogol Alex Belli Gianni Morandi Lavezzi Luca Barbarossa Claudio Baglioni Enrico Ruggeri Biagio Antonacci Eros Ramazzotti Diego Armando Maradona | Formazioni                  | Lucchetta Marco Carta Sebastiano Somma Luciano Spalletti Claudio Amendola Enrico Fabris Bruno Conti Aldair Giancarlo Fisichella Zico Angelo Peruzzi |       |                                         |

### Edizione 2009
Il 18 maggio 2009 si è disputata allo Stadio Olimpico di Torino la 18ª edizione della Partita del cuore. La partita è terminata col punteggio di 6-6 ed ha visto opposta la Nazionale italiana cantanti ad una squadra mista capitanata da Alessandro Del Piero, composta da ex sportivi ed artisti denominata Ale 10+. La conduzione è stata affidata a Fabrizio Frizzi e Pupo con Lola Ponce.
L'incasso è andato all'Associazione Donatrici del Cordone Ombelicale, alla Fondazione Parco della Musica e al progetto di ricostruzione di una scuola di Poggio Picenze. La squadra dei cantanti era composta, tra gli altri, da Matteo Becucci, Federico Sassudelli, Francesco Facchinetti, Eros Ramazzotti, Gianni Morandi, Enrico Ruggeri, Mogol, Luca Barbarossa, Neri Marcorè, Paolo Belli, Raoul Bova, Marco Carta, Paolo Meneguzzi, Giò Di Tonno, Marco Masini, Paolo Vallesi e Daniele Battaglia; quella avversaria, invece, da Alessandro Del Piero, Paolo Bonolis, Paolo Maldini, Fabio Cannavaro, Gianluca Vialli, Ezio Greggio, Max Pisu e Massimo Mauro.
| Torino 18 maggio 2009 | Nazionale Italiana Cantanti | 6 – 6 (d.c.r.) (Rigori terminati in parità, non essendo prevista oltranza) referto | Ale 10+ | Stadio Olimpico Grande Torino (40 000 spett.) |

### Edizione 2010
Il 25 maggio 2010 si è disputata allo Stadio Alberto Braglia di Modena la 19ª edizione della Partita del cuore. La partita è terminata col punteggio di 8-8 ed ha visto opposta la Nazionale italiana cantanti ad una squadra denominata Telethon Team con i piloti della Ferrari. La conduzione è stata affidata a Fabrizio Frizzi e Milly Carlucci con Veronica Maya, Roberta Gangeri e Manila Nazzaro.
L'incasso è andato alla Fondazione Telethon e alla Fondazione Parco della Mistica. La squadra dei cantanti era composta, tra gli altri, da Claudio Baglioni, Luca Barbarossa, Daniele Battaglia, Matteo Becucci, Paolo Belli, Raoul Bova e Gigi D'Alessio; quella avversaria, invece, da Fernando Alonso, Claudio Amendola, Antonio Cassano, Alessandro Costacurta, Stefano Domenicali, Giancarlo Fisichella, Felipe Massa, Massimo Mauro, Pavel Nedvěd, Giorgio Pasotti, Daniele Pecci, DJ Ringo e Massimiliano Rosolino.
La partita è stata trasmessa anche su Rai Radio 1 con la conduzione di Simonetta Mortellini e la radiocronaca di Riccardo Cucchi con la collaborazione di Emanuele Dotto e Gianmaurizio Foderaro.
| Modena 25 maggio 2010 | Nazionale Italiana Cantanti | 8 – 8 referto | Team Ferrari | Stadio Alberto Braglia (20 000 spett.) |

### Edizione 2011
Il 30 maggio 2011 si è disputata allo Stadio Ennio Tardini di Parma la 20ª edizione della Partita del cuore. È stato un triangolare disputato tra la Nazionale italiana cantanti, il Telethon Team e la Nazionale Italiana Parlamentari, le partite sono terminate col punteggio di: 
1) Cantanti 3 - Telethon 1; 2) Parlamentari 1 - Telethon 3; 3) Parlamentari 1 - Cantanti 2. La conduzione è stata affidata a Fabrizio Frizzi e Mara Venier con Manila Nazzaro e Roberta Gangeri.
L'incasso è andato alla Fondazione Telethon e alla Fondazione Parco della Mistica. La squadra dei cantanti era composta, tra gli altri, da Enrico Ruggeri, Claudio Baglioni, Luca Barbarossa, Gigi D'Alessio, Alex Britti, Max Gazzè, Paolo Belli, Neri Marcorè, Raoul Bova e Kekko Silvestre; il Telethon Team da Fernando Alonso, Felipe Massa e Giancarlo Fisichella e quella dei parlamentari dal sindaco di Verona, Flavio Tosi, di Firenze, Matteo Renzi, di Parma, Pietro Vignali, il ministro della giustizia, Angelino Alfano, e il ministro dell'interno, Roberto Maroni.
|  | Pos. | Squadra                         | Pt | G | V | N | P | GF | GS | DR |
|  | ---- | ------------------------------- | -- | - | - | - | - | -- | -- | -- |
|  | 1.   | Nazionale italiana cantanti     | 6  | 2 | 2 | 0 | 0 | 5  | 2  | +3 |
|  | 2.   | TelethonTeam                    | 3  | 2 | 1 | 0 | 1 | 4  | 4  | 0  |
|  | 3.   | Nazionale Italiana Parlamentari | 0  | 2 | 0 | 0 | 2 | 2  | 5  | -3 |

### Edizione 2012
Il 23 maggio 2012 si è disputata allo Stadio Renzo Barbera di Palermo la 21ª edizione della Partita del cuore, in occasione del ventennale dalla Strage di Capaci in cui persero la vita Giovanni Falcone, Francesca Morvillo, Vito Schifani, Rocco Dicillo e Antonio Montinaro. La partita è terminata col punteggio di 0-2 ed ha visto opposta la Nazionale italiana cantanti ad una squadra denominata Nazionale italiana magistrati. La conduzione è stata affidata a Fabrizio Frizzi e Teresa Mannino.
L'incasso è andato alla Fondazione Giovanni e Francesca Falcone e alla Fondazione Parco della Mistica. La squadra dei cantanti era composta, tra gli altri, da Enrico Ruggeri, Paolo Bonolis, Ezio Greggio, Marco Masini, Neri Marcorè, Luca Barbarossa, Raoul Bova, Alessandro Casillo, i Sonohra e Giorgio Faletti; quella avversaria, invece, da Piero Calabrò, Pietro Grasso, Luca Palamara, Francesco Totti e Paolo Borsellino, nipote del giudice omonimo.
| Palermo 23 maggio 2012 | Nazionale Italiana Cantanti | 0 – 2 referto | Nazionale Magistrati | Stadio Renzo Barbera (35 000 spett.) |

### Edizione 2013
Il 28 maggio 2013 si è disputata allo Juventus Stadium di Torino la 22ª edizione della Partita del cuore, l'apertura dell'evento è affidata al cantante Francesco De Gregori. La partita è terminata col punteggio di 9-9 ed ha visto opposta la Nazionale italiana cantanti ad una squadra denominata Team Campioni per la Ricerca. La conduzione è stata affidata a Fabrizio Frizzi e Cristina Chiabotto con Bruno Pizzul, il quale si è occupato della telecronaca.
L'incasso è andato alla Fondazione Telethon. La squadra dei cantanti era composta da Enrico Ruggeri, Paolo Montero, Niccolò Fabi, Marco Masini, Neri Marcorè, Kekko Silvestre, Paolo Belli, Filippo Inzaghi, Raoul Bova, Luca Barbarossa, Fernando Alonso, Felipe Massa, Giancarlo Fisichella, Gianluigi Lentini, Daniele Battaglia, i Sonohra, Paolo Vallesi, Alessandro Casillo e Antonio Maggio; quella avversaria, invece, da Antonio Conte, Pavel Nedvěd, Ciro Ferrara, Massimo Giletti, Edgar Davids, Marco Bocci, Roberto Cota, Alessandro Preziosi, Claudio Sala, Andrea Agnelli, Matteo Renzi, Ezio Greggio, Lapo Elkann, Luca Ubaldeschi, Mario Orfeo, Paolo Conticini e Stefano Baldini.
Ospiti della serata sono stati Francesco De Gregori e il presidente del Senato della Repubblica, Pietro Grasso.
| Torino 28 maggio 2013 | Nazionale Italiana Cantanti | 9 – 9 referto | Campioni per la Ricerca | Juventus Stadium (41 427 spett.) |
| \| \| \| \| \| Luca Barbarossa (?) (37') Kekko Silvestre (19') Raoul Bova (23') Enrico Ruggeri (29') Luca Fainello (31') Alessandro Casillo (50') (68') Raoul Bova (69') \| Marcatori \| Antonio Conte (20') (39' R) (80') (86') Giancarlo Fisichella (41') Ciro Ferrara (45' R) Autogol (46') Mario Orfeo (65' R) Paul Nedved (67' R) \| |                             | |                         |                                  |
| |                             | |                         |                                  |
| Luca Barbarossa (?) (37') Kekko Silvestre (19') Raoul Bova (23') Enrico Ruggeri (29') Luca Fainello (31') Alessandro Casillo (50') (68') Raoul Bova (69') | Marcatori                   | Antonio Conte (20') (39' R) (80') (86') Giancarlo Fisichella (41') Ciro Ferrara (45' R) Autogol (46') Mario Orfeo (65' R) Paul Nedved (67' R) |                         |                                  |

### Edizione 2014
Il 19 maggio 2014 si è disputata allo stadio Artemio Franchi da Firenze la 23ª edizione della Partita del cuore. A questa edizione partecipa anche, come giocatrice, l'attrice Cristiana Capotondi: è la prima donna a giocare nella partita del cuore, e dedicherà la sua partecipazione alla lotta degli operatori di Villa Maraini per il metadone gratis ai tossicomani romani. La partita è terminata col punteggio di 4-4 ed ha visto opposta la Nazionale italiana cantanti ad una squadra denominata Team Emergency
| Firenze 19 maggio 2014 | Nazionale Italiana Cantanti | 4 – 4 (2 - 3) referto                                                    | Team Emergency | Stadio Artemio Franchi (40 000 spett.) |
| \| \| \| \| \| Manuel Pasqual (3') Luca Barbarossa (37') Raoul Bova (74') Antonio Maggio (80') \| Marcatori \| Gabriel Batistuta (1')(20') Giorgio Pasotti (10') Roberto Baggio (84' R) \| |                             |                                                                          |                |                                        |
| |                             |                                                                          |                |                                        |
| Manuel Pasqual (3') Luca Barbarossa (37') Raoul Bova (74') Antonio Maggio (80') | Marcatori                   | Gabriel Batistuta (1')(20') Giorgio Pasotti (10') Roberto Baggio (84' R) |                |                                        |

### Edizione 2015
Il 2 giugno 2015 si è disputata allo Juventus Stadium di Torino la 24ª edizione della Partita del cuore, che ha visto sfidarsi la nazionale italiana cantanti e il team campioni per la ricerca. Questa edizione vanta un'esclusiva presenza in campo. Schierato fra i campioni per la ricerca figurava anche una rock star internazionale, Liam Gallagher, già membro degli Oasis. La partita è terminata con un pareggio di 4-4.
| Torino 2 giugno 2015 | Nazionale Italiana Cantanti | 4 – 4 referto | Campioni per la Ricerca | Juventus Stadium (42 000 spett.) |

### Edizione 2016
Il 18 maggio 2016 si è disputata allo Stadio Olimpico di Roma la 25ª edizione della Partita del cuore, e ha visto sfidarsi la Nazionale Italiana Cantanti e i Cinema Stars. La partita è terminata sul risultato di 5-4 in favore dei cantanti.
| Roma 18 maggio 2016                                                                   | Nazionale Italiana Cantanti | 5 – 4 referto          | Cinema Stars | Stadio Olimpico di Roma (40 000 spett.) |
| \| \| \| \| \| Moreno Luca Zingaretti (Rig) \| Marcatori \| Pecci Bianchi Autogoal \| |                             |                        |              |                                         |
|                                                                                       |                             |                        |              |                                         |
| Moreno Luca Zingaretti (Rig)                                                          | Marcatori                   | Pecci Bianchi Autogoal |              |                                         |

### Edizione 2017
Il 30 maggio 2017 si è disputata allo Juventus Stadium di Torino la 26ª edizione della Partita del cuore, e ha visto sfidarsi la Nazionale Italiana Cantanti ed il Team Campioni Per La Ricerca. La partita è terminata con un punteggio di 5-5.
| Torino 30 maggio 2017                                                             | Nazionale Italiana Cantanti | 5 – 5 referto      | Campioni per la Ricerca | Juventus Stadium (41 916 spett.) |
| \| \| \| \| \| Benji Moreno Eros Ramazzotti \| Marcatori \| Nedved Rakomen ??? \| |                             |                    |                         |                                  |
|                                                                                   |                             |                    |                         |                                  |
| Benji Moreno Eros Ramazzotti                                                      | Marcatori                   | Nedved Rakomen ??? |                         |                                  |

### Edizione 2018
Il 30 maggio 2018 si è disputata allo Stadio Luigi Ferraris di Genova la 27ª edizione della Partita del cuore, e ha visto sfidarsi la Nazionale Italiana Cantanti ed il Team Campioni del Sorriso. La partita è terminata con un punteggio di 6-3 in favore dei cantanti ed è stata dedicata a Fabrizio Frizzi, storico conduttore della partita, scomparso il 26 marzo 2018.
| Genova 30 maggio 2018 "Torneo Fabrizio Frizzi" | Nazionale Italiana Cantanti | 6 – 3 (4 - 2) referto                    | Campioni del Sorriso | Stadio Luigi Ferraris (25000 spett.) |
| \| \| \| \| \| Moreno (13', 44') Ginoble (Il volo) (17') Fede (28') Briga (49') Rocco Hunt (82') \| Marcatori \| Pio (24') Amedeo (27') Ficarra (54' Rig) \| |                             |                                          |                      |                                      |
| |                             |                                          |                      |                                      |
| Moreno (13', 44') Ginoble (Il volo) (17') Fede (28') Briga (49') Rocco Hunt (82')                                                                            | Marcatori                   | Pio (24') Amedeo (27') Ficarra (54' Rig) |                      |                                      |

### Edizione 2019
Il 27 maggio 2019 si è disputata allo Juventus Stadium di Torino la 28ª edizione della Partita del cuore, e ha visto sfidarsi la Nazionale Italiana Cantanti ed il Team Campioni per la Ricerca.
La formazione della Nazionale Cantanti: Buffon, Marcorè, Chiellini, Fabi, Vallesi, Belli, Zanetti, Shade, Briga, Ruggeri, Bova. In panchina: Fede, Einar, Biondo, Casillo, Pintus, Bob Sinclair, Benji, Mezzancella, Todaro, Albi dello Stato Sociale, Oscar degli Statuto, Cois. 
La formazione della Nazionale Campioni per la Ricerca: Storari, Giletti, Agnelli, Vettel, Albertini, Ronaldo, Nedved, Leclerc, Pirlo. In panchina: Carone, Andrè, Fontana, Poeta, Di Tanno, Cassani, Di Stefano, Santini, Conticini, Giovinazzi.
La partita è terminata con un punteggio di 3-2 in favore dei Campioni per la ricerca ed è stata trasmessa in differita su Rai 1 il giorno successivo.
| Torino 28 maggio 2019 | Nazionale Italiana Cantanti | 2 – 3 (1 - 1) referto | Campioni per la Ricerca | Juventus Stadium (40 000 spett.) |
| \| \| \| \| \| Briga(41') Alessandro Casillo(68') \| Marcatori \| Cristiano Ronaldo(17') Andrea Pirlo(66')(78' Rig) \| \| Gianluigi Buffon Neri Marcorè Giorgio Chiellini Niccolò Fabi Paolo Vallesi Alex Belli Javier Zanetti Shade Briga Enrico Ruggeri Raoul Bova Fede Einar Biondo Alessandro Casillo Pintus Bob Sinclar Benji Antonio Mezzancella Todaro Albi (Lo Stato Sociale) Oscar (Statuto) Cois \| Formazioni \| Marco Storari Massimo Giletti Andrea Agnelli Sebastian Vettel Demetrio Albertini Cristiano Ronaldo Pavel Nedved Charles Leclerc Andrea Pirlo Carone Andrè Fontana Poeta Di Tanno Santini Simone Conticini Paolo Giovinazzi \| |                             | |                         |                                  |
| |                             | |                         |                                  |
| Briga(41') Alessandro Casillo(68') | Marcatori                   | Cristiano Ronaldo(17') Andrea Pirlo(66')(78' Rig) |                         |                                  |
| Gianluigi Buffon Neri Marcorè Giorgio Chiellini Niccolò Fabi Paolo Vallesi Alex Belli Javier Zanetti Shade Briga Enrico Ruggeri Raoul Bova Fede Einar Biondo Alessandro Casillo Pintus Bob Sinclar Benji Antonio Mezzancella Todaro Albi (Lo Stato Sociale) Oscar (Statuto) Cois | Formazioni                  | Marco Storari Massimo Giletti Andrea Agnelli Sebastian Vettel Demetrio Albertini Cristiano Ronaldo Pavel Nedved Charles Leclerc Andrea Pirlo Carone Andrè Fontana Poeta Di Tanno Santini Simone Conticini Paolo Giovinazzi |                         |                                  |

### Edizione 2020
Il 3 settembre 2020 si è disputata allo Stadio Marcantonio Bentegodi di Verona la 29ª edizione della Partita del cuore, intitolata Chi vincerà la Partita del Cuore? – Edizione Speciale 2020 e dedicata ai lavoratori dello spettacolo. La partita ha visto sfidarsi quattro squadre capitanate da Alessandra Amoroso, Massimo Giletti, Gianni Morandi e Salmo, mentre la Nazionale Italiana Cantanti svolge il ruolo di game master, coordinando le varie fasi della preparazione dell’evento di Verona. Le quattro squadre, rigorosamente formate dai soli undici giocatori titolari, si sono sfidate in due partite eliminatorie da trenta minuti ciascuna; successivamente, le due squadre vincitrici si sono sfidate nella finale. L'edizione è stata vinta dalla squadra di Salmo contro la squadra di Alessandra Amoroso con un punteggio di 2-1.
|  | Semifinali                       | Semifinali                       | Semifinali |            |                         | Finale                  | Finale | Finale |  |
|  |                                  |                                  |            |            |                         |                         |        |        |  |
|  | Team Massimo Giletti             | Team Massimo Giletti             | 0 (2)      |            |                         |                         |        |        |  |
|  | Team Massimo Giletti             | Team Massimo Giletti             | 0 (2)      |            |                         |                         |        |        |  |
|  | Team Salmo (rigori)              | Team Salmo (rigori)              | 0 (3)      |            |                         |                         |        |        |  |
|  | Team Salmo (rigori)              | Team Salmo (rigori)              | 0 (3)      |            | Team Alessandra Amoroso | Team Alessandra Amoroso | 1      |        |  |
|  |                                  |                                  |            |            | Team Alessandra Amoroso | Team Alessandra Amoroso | 1      |        |  |
|  |                                  |                                  | Team Salmo | Team Salmo | 2                       |                         |        |        |  |
|  | Team Alessandra Amoroso (rigori) | Team Alessandra Amoroso (rigori) | Team Salmo | Team Salmo | 2                       | 1 (3)                   |        |        |  |
|  | Team Alessandra Amoroso (rigori) | Team Alessandra Amoroso (rigori) |            |            |                         |                         |        |        |  |
|  | Team Gianni Morandi              | Team Gianni Morandi              | 1 (0)      |            |                         |                         |        |        |  |

Semifinali
| Verona 3 settembre 2020 Semifinale 1                               | Team Alessandra Amoroso | 1 (3) – 1 (0) (d.c.r.) | Team Gianni Morandi | Stadio Marcantonio Bentegodi (0 spett.) |
| \| \| \| \| \| Milena Bertolini \| Allenatori \| Gianni Morandi \| |                         |                        |                     |                                         |
|                                                                    |                         |                        |                     |                                         |
| Milena Bertolini                                                   | Allenatori              | Gianni Morandi         |                     |                                         |

### Edizione 2021
Il 25 maggio 2021 si è disputata all'Allianz Stadium di Torino la 30ª edizione della Partita del cuore, e ha visto sfidarsi la Nazionale Italiana Cantanti ed il Team Campioni per la Ricerca.
Il primo quarto d'ora di incontro ha però visto, al posto della squadra Campioni per la Ricerca, la discesa in campo delle calciatrici della Juventus Women, che hanno portato la partita sul punteggio di 0-2, salvo poi cedere il testimone al team predefinito di Campioni per la Ricerca, che ha incassato un 7-3 nei restanti 75 minuti più recupero, perdendo 7-5.
Il motivo della presenza delle giocatrici bianconere in campo è legato alla necessità di lanciare un messaggio contro il sessismo, a seguito dell'episodio di discriminazione per cui la Nazionale italiana cantanti ha deciso di non far giocare Aurora Leone, comica e attrice dei The Jackal.
Per tale ragione discriminatoria, alla viglia dell'evento, il direttore generale della NIC ha rassegnato le dimissioni.
Si è tratta della prima e unica volta nella storia in cui la Partita del cuore è stata trasmessa su Canale 5.

### Edizione 2022
Il 7 settembre 2022 si è disputata all'U-Power Stadium di Monza la 31ª edizione della Partita del cuore, e ha visto sfidarsi la Nazionale Italiana Cantanti ed il Charity Team 45527. La partita è terminata in pareggio con un punteggio di 3-3 e per la prima e unica volta nella storia è stata trasmessa su Rai 2.

### Edizioni 2023
Il 20 luglio 2023 si è disputata allo Stadio Romeo Neri di Rimini la 32ª edizione della Partita del cuore, intitolata La partita del cuore per la Romagna; ha visto sfidarsi la Nazionale Italiana Cantanti ed il Golden Team per la Romagna in quattro tempi da 20 minuti. La partita è terminata con un punteggio di 11-4 in favore della Nazionale Italiana Cantanti e per la prima volta è stata trasmessa su Italia 1. Il 18 novembre 2023 sempre su Italia 1 è andata in onda una nuova edizione la 33ª, Metti in campo il cuore per la Toscana,  tutto il ricavato è andato agli alluvionati in Toscana. Dallo stadio Carlo Castellani di Empoli si sono affrontate la Nazionale Cantanti e i Campioni del cuore Shalom.

### Edizione 2024
Il 16 luglio 2024 si è disputata allo Stadio Gran Sasso d'Italia-Italo Acconcia dell'Aquila la 33ª edizione della Partita del cuore, e ha visto sfidarsi la Nazionale Italiana Cantanti e la Nazionale della Politica. La partita è terminata con un punteggio di 7-7 dopo i tempi regolamentari e per un totale di 10-11 dopo i tiri di rigore in favore della Nazionale della Politica ed è stata trasmessa in differita su Rai 1 il giorno successivo.

### Edizione 2025
Il 15 luglio 2025 si è disputata allo Stadio Gran Sasso d'Italia-Italo Acconcia dell'Aquila la 34ª edizione della Partita del cuore, intitolata La partita del cuore - La rivincita, e ha visto sfidarsi la Nazionale Italiana Cantanti e la Nazionale della Politica.  
La formazione titolare Nazionale Italiana Cantanti: Pretelli, Fogli, Panucci, Boosta, Vallesi, Moreno, Pantani, Da Vinci, Ruggeri, Benji, Fede. Disponibili: Aka 7even, Boosta, Riky, Alessandro dei Santi Francesi, Mietta, Filippucci, Moreno il Biondo, Orefice, Sergej, Dolcenera, Panucci, Pasotti, Brocchi. CT: Sandro Giacobbe.
La formazione titolare Nazionale della Politica: Giorgetti, Lollobrigida, Giuli, Cannavaro, Gasparri, Lupi, Ronzulli, Renzi, Boccia, Turco, Furfaro. Disponibili: Fontana, Malan, Abodi, Rampelli, Morelli, D’Eramo, Mulè, Barachini, Donno, Filini, Ascani, Morrone, Cattaneo, Crippa, Romani, Marattin, Marsilio, Sbardella, Pellicini, Cannata, Richetti, Imprudente, Liris, Lopreiato, Quaglieri, Rixi, Sigismondi, Di Maggio, Pietrella, Caiata, Nesci, Taruffi. 
Commissario tecnico: Ignazio La Russa.
La partita è terminata con un punteggio di 8-6 a favore della Nazionale Italiana Cantanti ed è stata trasmessa in diretta su Rai 1.